# Arida
Arida (jap. 有田市, -shi) ist eine Stadt in der Präfektur Wakayama in Japan.

## Geographie
Arida liegt südlich von Wakayama und nördlich von Tanabe.

## Geschichte
Am 19. September 1954 schlossen sich die Kreisstadt Minoshima (箕島町, -chō) und die Dörfer Itoga (糸我村, -mura), Yasuda (保田村, -mura) und Miyahara (宮原村, -mura) des Landkreises Arida zur Gemeinde Arida (有田町, -chō) zusammen. Am 1. Mai 1956 wurde Arida zur kreisfreien Stadt (shi) erhoben.

## Sehenswürdigkeiten
Eine Sehenswürdigkeit ist der Tempel Jōmyō-ji südlich des Arida-Flusses.

## Persönlichkeiten
- Kumano-Go Hitoshi (1935–1982), Mathematiker

## Weblinks

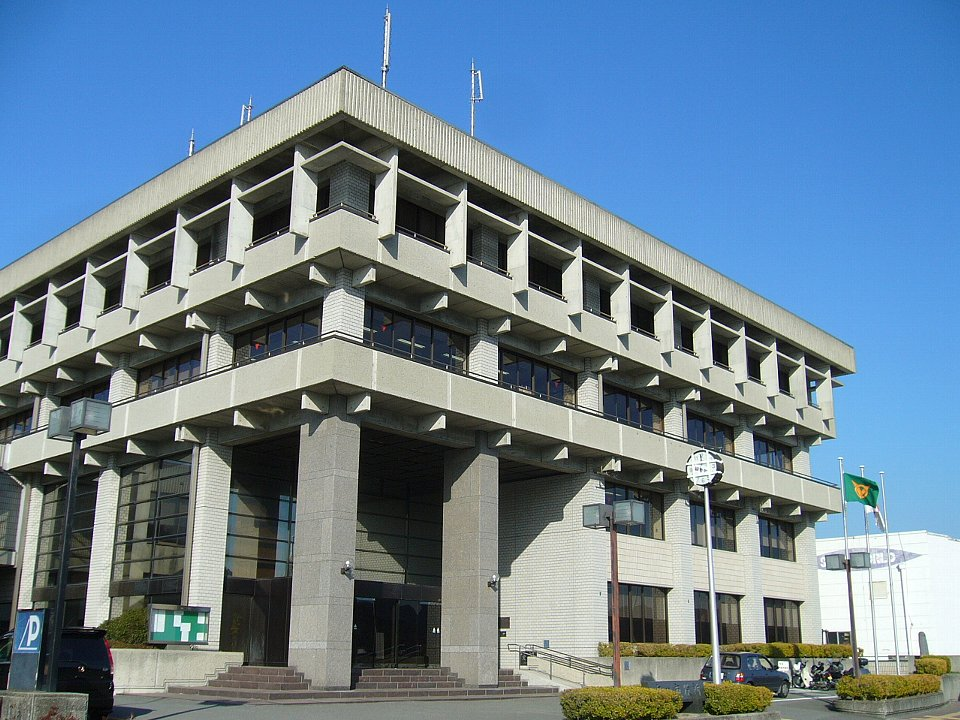
Rathaus von Arida

## Verkehr
- Zug:
  - JR Kisei-Hauptlinie
- Straße:
  - Nationalstraße 42,480

## Angrenzende Städte und Gemeinden
- Kainan
- Aridagawa
- Yuasa